# Ludovic Bource
Ludovic Bource (ur. 19 sierpnia 1970 w Pontivy) – francuski kompozytor muzyki filmowej. 
Stały współpracownik reżysera Michela Hazanaviciusa. Światowe uznanie zyskała ścieżka dźwiękowa jego autorstwa do filmu Artysta (2011). Muzyka ta przyniosła mu szereg nagród, m.in. Cezara, Europejską Nagrodę Filmową, Złoty Glob i Oscara.